# Saint-Parres-lès-Vaudes
Saint-Parres-lès-Vaudes település Franciaországban, Aube megyében. Lakosainak száma 1079 fő (2022. január 1.). Saint-Parres-lès-Vaudes Chappes, Clérey, Rumilly-lès-Vaudes, Vaudes és Villemoyenne községekkel határos.

## Népesség
A település népessége az elmúlt években az alábbi módon változott:
| Lakosok száma | 722  | 977  | 922  | 972  | 1035 | 1012 | 1004 | 1043 | 1062 | 1079 |
|               | 1968 | 1982 | 1990 | 2006 | 2013 | 2015 | 2017 | 2019 | 2020 | 2022 |